# 特罗伊·迪尼
特罗伊·馬菲·迪尼（英語：Troy Matthew Deeney，1988年6月29日—）是一名英格蘭足球運動員，司職前鋒，出身自阿士東維拉青訓系統，迪尼在華素爾開展職業足球事業。他2023年10月成為格林森林流浪教練及常任經理，但於2024年1月被解僱。
他曾兩次拒絕為牙買加國家足球隊效力的邀請。

## 生平

### 球會
華素爾
生於英格蘭西米德蘭茲郡的索利赫尔（Solihull），鄰近伯明翰，迪尼在當地最具規模的阿士東維拉青訓系統接受足球訓練，但於15歲之齡遭球會放棄。他曾短暫效力地區聯賽球隊切斯利镇（Chelmsley Town），同時亦入讀卡里利安建築訓練學校（Carilion Construction Training）學習成為一名建築工人。。當為切斯利镇上陣時，迪尼的天份獲華素爾的青睞，於2006年12月1日簽約後隨即被外借到黑尔斯欧文（Halesowen Town）渡過2006/07年餘下的球季汲取上陣經驗。
2007年9月15日迪尼取得首個職業聯賽入球，於作客對米禾爾在84分鐘才後補登場，僅兩分鐘即射入奠勝球，協助球隊2-1奏凱而回，這亦是他首個完整球季取得唯一的入球。翌季季初迪尼繼續表現平平無奇，上半季僅射入兩球。但當基斯·赫澄斯（Chris Hutchings）於2009年1月上任領隊後，碰巧迪尼亦找回射門鞋，前任領隊占美·梅倫（Jimmy Mullen）一直安排迪尼擔任非擅長的右翼，而新任領隊將他調回最喜歡的前鋒位置使迪尼如魚得水，下半季轟入10球，整季共有12球斬獲。2009年9月9日迪尼同意續約兩年，留隊至2011年。三天後迪尼以兩個入球回報球會，協助華素爾作害3-2擊敗燦美爾，並打開新球季的入球記錄。2010年2月2日主場1-1賽和查爾頓，迪尼為球隊先拔頭籌，但因上、下半場先後對球證出言不遜而遭出示第二面黃牌而被驅逐離場；禍不單行，2010年4月3日作客對史托港，開賽僅19分鐘，迪尼便因禁區內蓄意犯手球，除被判十二碼外，更被直接出示紅牌。雖然一季內兩次領紅，迪尼整季上陣46場仍有14個入球，是球隊首席射手，更獲選為華素爾年度最佳球員。
屈福特
2010年8月初，迪尼向華素爾呈交轉會要求，據報多支英冠球隊有意羅致。8月6日迪尼簽約加盟屈福特，合約為期兩年，身價50萬英鎊，包括優先續約一年及如升班英超加付15萬英鎊的附加條款。於簽約的同一天，迪尼在聯賽揭幕戰作客3-2擊敗诺里奇城首次披甲，下半場後補入替马尔文·索德尔。8月24日迪尼在英格蘭聯賽盃第二圈主場1-2負於諾士郡射入加盟後的首個入球。加盟首季迪尼合共上陣40場，由於有兩大主力射手丹尼·格拉咸和马尔文·索德尔在陣中，領隊馬爾基·麥基只安排迪尼出任翼鋒，亦非常規正選，故僅取得3個入球。
翌季隨著領隊馬爾基·麥基和首席射手丹尼·格拉咸相繼離隊，新任領隊肖恩·戴彻將迪尼調回前鋒位置，整季在各項比賽上陣46場及射入12球，成為屈福特首席射手，並以2012年3月24日2-1擊敗葉士域治的窄角度笠射奠勝球贏得球會的年度金球。2012年3月26日屈福特啟動迪尼合約條款，優先續約1年至翌年球季結束。
迪尼因在夜總會襲擊而被判監10個月。出獄後首場比賽是在2012年9月22日作客對布里斯托尔城，在下半場替補上場，賽果為2-2。9月29日作客對哈德斯菲尔德的比賽他以先發身份上場並攻入致勝球，以3-2取勝。2013年2月16日對伯明翰城比賽中梅開二度，助球隊4-0大勝。2013年3月8日將於季後約滿的迪尼獲屈福特提供新合約，留隊至2016年。2014年8月27日，迪尼簽署四年新約，結束離隊的傳言。

## 私人生活
2012年6月25日迪尼在伯明翰皇室法庭（Birmingham Crown Court）被控於同年2月29日在一所夜總會門外聚眾鬥毆，更被監控閉路電視拍到多次腳踢一名失去自衛能力的學生頭部，為首的迪尼被判入獄10個月，同案的4名被告中包括迪尼的弟弟艾利斯（Ellis），亦被判刑8個月，但獲得緩刑18個月。8月29日迪尼透過天空體育向球會、球迷和隊友發表道歉聲明。9月10日於實際服刑兩個多月後獲釋，並在Twitter上感謝無論好與壞的留言。迪尼雖然曾經琅璫入獄，但所屬的球會屈福特於與他會面後，表示願意繼續留用。

## 外部連結
- 足球数据库：特羅伊·迪尼的球员统计数据